# 尾矿坝
尾矿坝，尾矿的围护构筑物，通常用土、石材料修筑，用于防止尾矿流失和澄清尾矿水，通常是將將礦石與石疽分離後儲存採礦作業的副產品。尾礦可以是液體、固體或細顆粒漿料，通常具有高度毒性和潛在的放射性。固體尾礦通常被用作結構本身的一部分。
尾礦壩和一般來說較為熟悉的土石坝（水力發電壩）之間存在關鍵區別，尾礦壩是為永久封閉而設計的，它們會被「永遠留在那裡」，铜、黃金、鈾和其他採礦作業會產生各種廢物，其中大部分是有毒的，這給長期遏制帶來了各種挑戰。